# کاریش-یلگا
کاریش-یلگا (انگلیسی: Karysh-Yelga) یک شهرک در شهرستان کاراایدلسکی استان باشقیرستان کشور روسیه است.